# Urbach (Moselle)
Pour les articles homonymes, voir Urbach.
Urbach est un écart (ou hameau) de la commune française d'Epping, dans le département de la Moselle.

## Géographie

### Localisation
Le hameau se situe en pays découvert, à proximité de la Königstrasse, reliant Bouquenom à Deux-Ponts.

## Toponymie
Anciennes mentions : Vrrebach/Urrbach (973), Urbach (1297), Uhrbach (1755), Ourbach (1756), Urback (1779), Uhrbach (1793), Ourbach (1801).
Du germanique Ur et Bach, « rivière, ruisseau ».

À comparer à Hurbache (Vosges). On a voulu voir dans Ur le terme « aurochs », mais il peut s'agir simplement de ur, « eau, marécage » (cp. basque ur, « eau »). Voir aussi Orbais, Orbey, Orbec.

## Histoire
Une stèle figurant Mercure a été découverte sur le ban de l'écart, témoignant de l'ancienneté du site. L'écart est mentionné pour la première fois en 973 sous la forme Urebach, le ruisseau de l'aurochs, bien que cette étymologie soit contestée, ur pouvant aussi représenter une vieille racine signifiant "eau, marais".
Malgré les bombardements de février et de mars 1944, le hameau a conservé quelques maisons anciennes et sa chapelle, dédiée à saint Vincent de Paul, construite en 1776. Au XIXe siècle, plusieurs tailleurs de pierre, sculpteurs de croix de chemin élevées dans les environs, étaient établis à Urbach, en particulier Pierre Stab, Nicolas Schmitt et Louis-Pierre Huth.
Du point de vue spirituel, l'écart constitue une annexe de la paroisse d'Epping depuis 1802, dans l'archiprêtré de Volmunster.
Du point de vue administratif, la commune indépendante d’Urbach est rattachée à Epping en 1811 (canton de Volmunster).

## Démographie
| 1793 | 1800 | 1806 |
| ---- | ---- | ---- |
| 256  | 226  | 263  |

## Lieux et monuments
La ferme située au 35, rue du moulin, datée 1763 avant les transformations qui l'ont affectée, a conservé sa porte piétonne au chambranle fortement mouluré. L'agrafe est décorée du monogramme du Christ dans la partie concave. La niche qui la surmonte est flanquée de deux balustres portant des chérubins, se détachant sur un cadre strié, très caractéristique de la région.

### Édifice religieux
- Chapelle Saint-Vincent de Paul à Urbach, construite en 1776 aux frais des habitants d'Urbach, l'église d'Epping étant trop éloignée. Restaurée après la guerre de 1939-1945 avec réfection du campanile et adjonction d'un porche hors-œuvre en façade

## Sources
- Les moulins et scieries du Pays de Bitche, Joël Beck, 1999.
- Le Pays de Bitche 1900-1939, Joël Beck, 2005.